# Rock (microprocessore)
Rock (o ROCK) era il nome in codice di un microprocessore multithreading multicore in sviluppo presso la Sun Microsystems. Il microprocessore implementava il set di istruzioni a 64 bit SPARC v9. Il mercato di riferimento del processore era i datacenter, i database server e tutte le unità che richiedono una elevata potenza di calcolo anche in virgola mobile.
Il processore aveva un'efficiente unità in virgola mobile (a differenza dell'UltraSPARC T1) ed era dotato anche di un'unità di precarica del codice, in modo da ridurre i tempi di attesa durante gli accessi alla memoria. Nel 2010 Sun Microsystem fu acquisita dalla Oracle Corporation e nel maggio dello stesso anno l'amministratore delegato della stessa dichiarò di aver abbandonato il progetto del microprocessore.

## Core
Il processore Rock implementava un'architettura SPARC V9 a 64 bit e il set di istruzioni multimediali SIMD VIS 3.0.  Ogni processore Rock aveva 16 core e ogni core era in grado di eseguire due thread, per un totale quindi di 32 thread. Rock era sviluppato per utilizzare memorie FB-DIMM per incrementare affidabilità, velocità e densità del sottosistema di memoria. Il processore doveva essere prodotto con un processo a 65 nm, era sviluppato per lavorare a 2,3 GHz. e al massimo carico doveva consumare 250 W.

## Core cluster
I 16 core erano assemblati in quattro core cluster. Ogni core in un cluster condivideva 32 KB di cache istruzioni, due cache dati da 32 KB e due unità in virgola mobile. I progettisti Sun fecero queste scelte perché i tipici programmi eseguiti dai server normalmente facevano un intenso riuso dei dati mentre le istruzioni in virgola mobile erano relativamente rare. Quindi includere delle unità in virgola mobile condivise riduceva il numero di transistor occupati senza degradare eccessivamente le prestazioni.